# نيل براون
نيل براون (بالإنجليزية: Neil Brown)‏ هو محامي وأحيائي وسياسي كندي، ولد في 1947 في كالغاري في كندا. حزبياً، نشط في الرابطة التقدمية المحافظة في ألبرتا ‏. وقد انتخب عضو الجمعية التشريعية ألبرتا.